# Штайнах (Санкт-Галлен)
Штайнах (нем. Steinach SG) — коммуна в Швейцарии, в кантоне Санкт-Галлен.
Входит в состав округа Роршах. Население составляет 3265 человек (на 31 декабря 2006 года). Официальный код — 3217.